# Stadio Enzo Ricci
Het Stadio Enzo Ricci is een multifunctioneel stadion in de Italiaanse stad Sassuolo. Het biedt plaats aan 4.008 toeschouwers en is de thuishaven van de vrouwenploeg van US Sassuolo, Sassuolo Femminile. Tot 2008 speelden de mannen van US Sassuolo ook in het stadion. 

## Geschiedenis
Het stadion werd geopend in 1972 en werd vanaf dat moment bespeeld door US Sassuolo. Sassuolo speelde jarenlang in de lagere klassen in Italië, maar toen de club in 2009 voor het eerst promoveerde naar de Serie B, verhuisde Sassuolo naar het Stadio Alberto Braglia in het nabijgelegen Modena. Toen Sassuolo in seizoen 2013/14 voor het eerst in de Serie A speelde, werd het huidige Mapei Stadium - Città del Tricolore in Reggio Emilia in gebruik genomen, dat plaats biedt aan 20.000 toeschouwers. De in 2016 opgerichte vrouwenploeg van US Sassuolo speelt vanaf dat jaar haar thuiswedstrijden in het Stadio Enzo Ricci.